# Томас Чейз

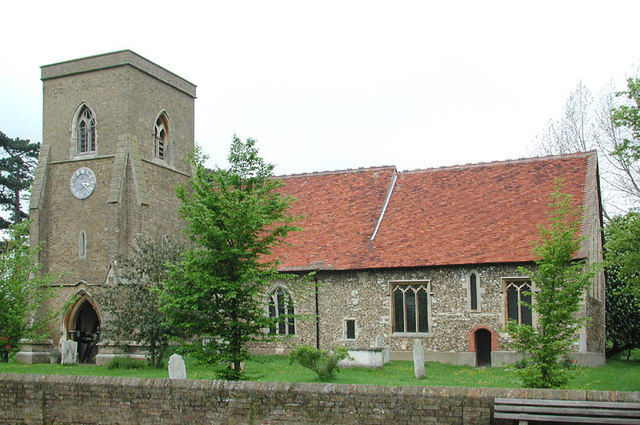
Церква Святої Марії в Високому Онгарі, Ессекс, Англія.

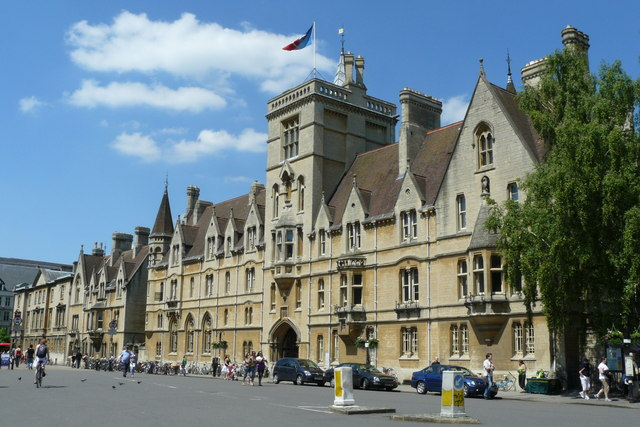
Балліол-коледж, Оксфорд.

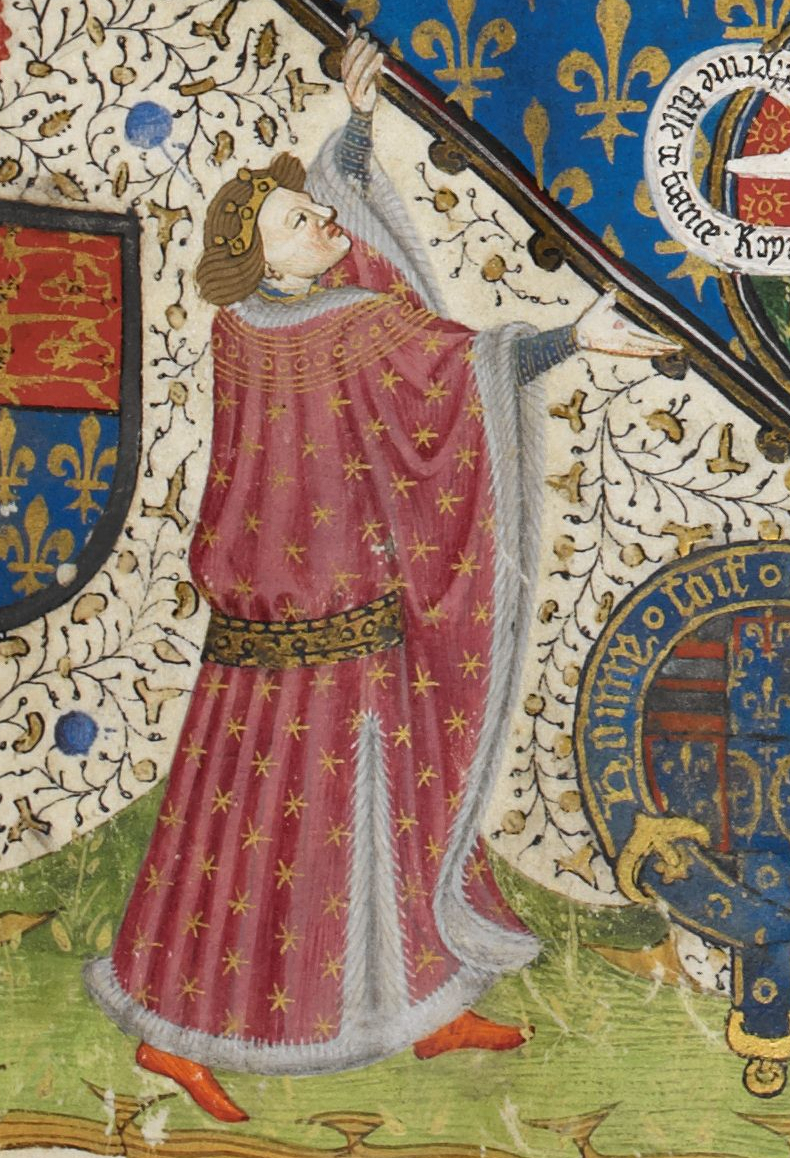
Гемфрі, «добрий герцог Глостера» (1390—1447). Малюнок 1445 року.

Томас Чейз або Томас Чейс (англ. Thomas Chase, Thomas Chace) (помер у 1449 р.) — ірландський та англійський політик, науковець, доктор богослів'я, суддя, юрист, священник, меценат, ректор Оксфордського університету, лорд-канцлер Ірландії.

## Життєпис

### Церковна і наукова кар'єра
Він був магістром коледжу Балліол з 1412 до принаймні 1416, можливо, до 1422 року, і багато зробив для фінансування нової бібліотеки коледжу, жертвуючи їй книги та гроші. Він здобув ступінь доктора богослов'я в Балліолі. Він був канцлером собору Святого Павла з 1423 року до своєї смерті.
У 1420 році Чейз був наглядачем лікарні Святого Варфоломія поблизу Рай, що згодом була приєднаний до каплиці в Джесмонді поблизу Ньюкасла. У політиці він був прихильником Гемфрі, «доброго герцога Глостера», і служив одним із його капеланів; однак герцог не зміг забезпечити йому єпископство. Він був канцлером Оксфордського університету з 1426 по 1431 рік і лорд-канцлером Ірландії, принаймні номінально, з 1431 по 1446 рік.

### Лорд-канцлер Ірландії
Корона Англії спочатку призначила його лорд-канцлером Ірландії в 1431 році. Він поїхав до Ірландії, щоб обійняти посаду, і представив свій ордер на призначення лорд-заступнику Ірландії, але Річард Телбот, архієпископ Дубліна, лорд-канцлер Ірландії, що залишив свій пост, відмовився передати свої повноваження і печатку — Велику Державну Печатку Ірландії, мотивуючи це тим, що формулювання ордера Томаса Чейза було недостатньо чітким, щоб переконати його в тому, що він повинен бути звільнений. Томас Чейз, можливо, наляканий грізною особистістю архієпископа (Річард Телбот був не проти фізичного нападу на своїх опонентів), здається, покірно повернувся до Англії до того часу, поки архієпископ Телбот не захотів здати свою посаду і повноваження. У проміжку часу він докладав енергійних, але безуспішних зусиль, щоб стати єпископом Міт. Зрештою Річарда Телбота з великими труднощами вдалося переконати здати Велику Державну Печатку, і Томас Чейз повернувся до Ірландії з новим патентом на призначення. Через більш ніж зазвичай неспокійну політичну ситуацію в Ірландії, яка була розбурхана ворожнечею між фракціями Батлера та Телбота, Томасу Чейзу, якого було обрано лорд-канцлером Ірландії явно через те, що він був нейтральною стороною у ворожнечі, було запропоновано обійняти посаду і не залишати країну, якщо немає гострої потреби, і, якщо він повинен виїхати за кордон, поспішати назад якнайшвидше. Він час від часу відвідував Англію, і саме під час одного такого візиту він подав короні петицію.
Хоча його описували як людину великої освіченості, Томас Чейз, на відміну від більшості священнослужителів, які обіймали високі урядові посади в той час, ніколи не став єпископом, попри його наполегливі зусилля стати єпископом Міт в 1436 році. Він мав кілька бенефіцій, у тому числі посаду каноніка в Йорку та Кашелі, і провів свої останні роки як священник Високого Онгару в Ессексі, де він помер у 1449 році.
Будучи лорд-канцлером Ірландії, він, головним чином, відомий своїм зверненням до Таємної Ради Англії про те, щоб ірландські студенти-юристи, які бажають вступити до Іннс-оф-Сорт у Лондоні, мали однакове ставлення до них з їхніми англійськими колегами, на що Таємна Рада Англії надала «повну та ефективну відповідь згідно з Таємною Печаткою Англії».